# Mark Hellinger Theater

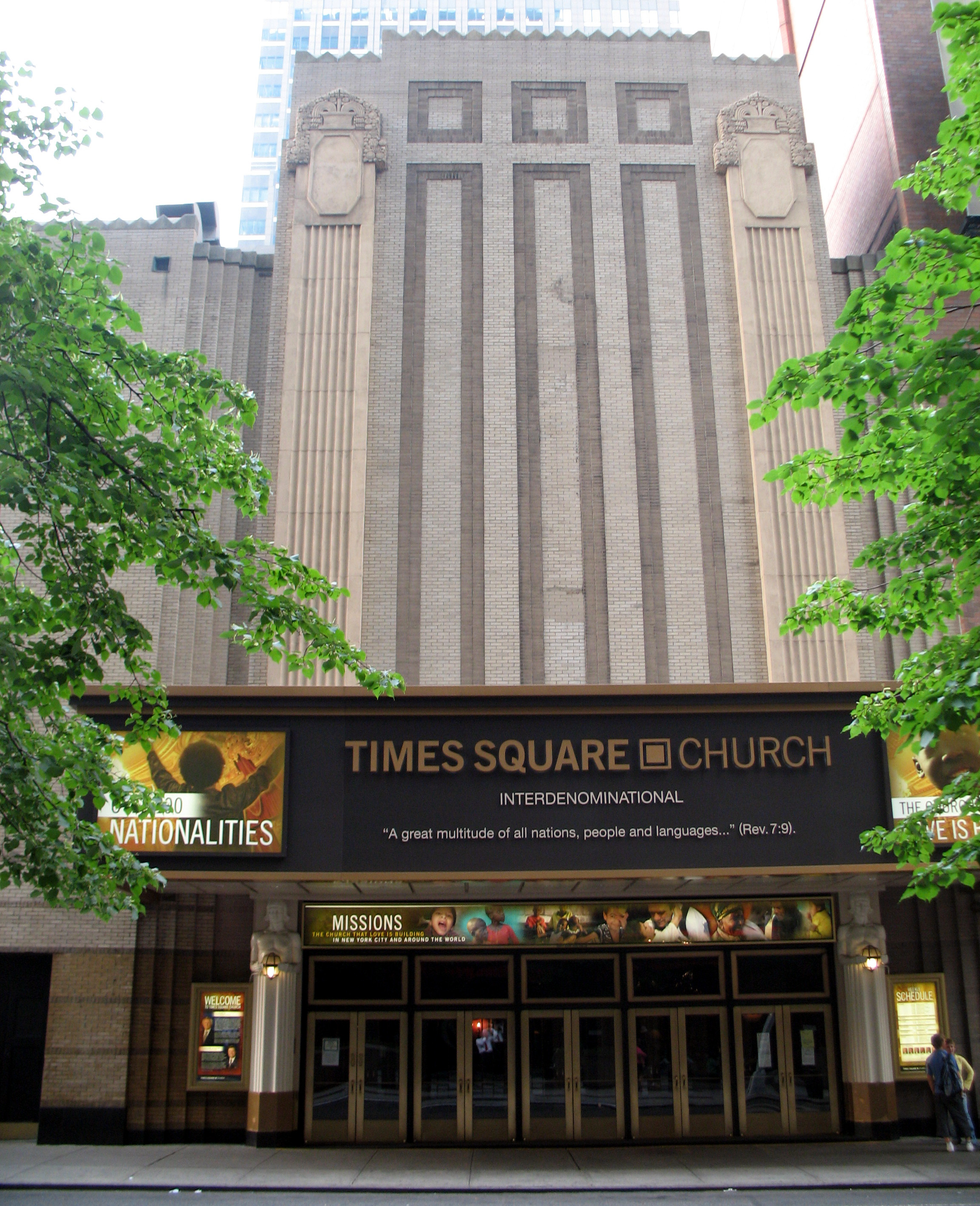

Das Mark Hellinger Theater im Stadtteil Midtown Manhattan von New York wurde 1930 eröffnet und 1948 nach dem Journalisten Mark Hellinger benannt. Das Bauwerk ist seit 1987 im Inneren und seit 1988 vollständig als New York City Landmark denkmalgeschützt und gehört heute der freikirchlichen Times Square Church, die es als Kirchengebäude nutzt.

## Geschichte
Ursprünglich wurde es von Warner Bros. als Filmpalast entwickelt. In den ersten zwei Jahrzehnten seines Bestehens diente das Theater hauptsächlich als Kino unter dem Namen Hollywood Theatre. Das Theater war kurzzeitig 1936 und 1941 als 51st Street Theatre und 1947 bis 1948 als Warner Theatre bekannt. 1949 wurde es von Anthony Brady Farrell gekauft, nach Hellinger umbenannt und als Theater wiedereröffnet.
Das Hellinger Theater wurde 1957 von der Familie Stahl, einer Familie von Theaterbesitzern und Immobilieninvestoren in New York City, und 1976 von der Nederlander Organization erworben. Es war Ort einiger Spitzenproduktionen der 1950er bis 1970er Jahre, darunter My Fair Lady, aber die späteren Produktionen waren größtenteils Misserfolge. 1989 führte ein Mangel an Broadway-Produktionen dazu, dass die Nederlanders das Theater an die Times Square Church vermieteten, die das Gebäude zwei Jahre später kaufte. Seit 1989 ist das Hellinger Theater eine Kirche. 

## Architektur und Innenraum
Das Hellinger Theater wurde von Thomas W. Lamb entworfen und zeichnet sich durch eine moderne Fassade und einen barocken Innenraum aus. Die Fassade an der 51st Street ist im Stil der 1930er Jahre gestaltet. Das Bühnenhaus und der Zuschauerraum sind als eine Einheit konzipiert. Der östliche Teil enthält den heutigen Haupteingang, flankiert von Statuen und einem vorspringenden Vordach. Das Theater hat 1605 Plätze auf zwei Ebenen.
Der Innenraum des Hellinger Theaters ist im Barockstil gestaltet. Die Rotunde der Eingangshalle enthält acht kannelierte Säulen, einen Balkon und eine Kuppeldecke mit mehreren Wandgemälden. Unter der Lobby befindet sich eine Kellerlounge. Der Zuschauerraum verfügt über eine gewölbte Decke mit Wandgemälden sowie Logen und eine tiefe Bühne.
Sowohl das Äußere als auch das Innere des Hellinger Theaters sind New Yorker Wahrzeichen und stehen unter Denkmalschutz.